# The West Wing – Im Zentrum der Macht/Episodenliste
Die Serie The West Wing handelt vom Alltag des US-Präsidenten und seines Beraterstabs im Weißen Haus, während der fiktiven Präsidentschaft von Josiah Bartlet. Insgesamt wurden 154 Folgen in 7 Staffeln produziert. Die Serie lief von 1999 bis 2006 bei dem Sender NBC.

## Übersicht
| Staffel | Episodenanzahl | Erstausstrahlung USA | Erstausstrahlung USA | Deutschsprachige Erstausstrahlung | Deutschsprachige Erstausstrahlung |
| Staffel | Episodenanzahl | Staffelpremiere      | Staffelfinale        | Staffelpremiere                   | Staffelfinale                     |
| ------- | -------------- | -------------------- | -------------------- | --------------------------------- | --------------------------------- |
| 1       | 22             | 22. September 1999   | 17. Mai 2000         | 19. Mai 2008                      | 13. Oktober 2008                  |
| 2       | 22             | 4. Oktober 2000      | 15. Mai 2001         | 20. Oktober 2008                  | 16. März 2009                     |
| 3       | 21             | 3. Oktober 2001      | 22. Mai 2002         | 23. März 2009                     | 10. August 2009                   |
| 4       | 23             | 25. September 2002   | 14. Mai 2003         | 14. Dezember 2009                 | 8. März 2010                      |
| 5       | 22             | 24. September 2003   | 19. Mai 2004         | 15. März 2010                     | 24. Mai 2010                      |
| 6       | 22             | 20. Oktober 2004     | 6. April 2005        | 13. Dezember 2010                 | 21. Februar 2011                  |
| 7       | 22             | 25. September 2005   | 14. Mai 2006         | 28. Februar 2011                  | 25. Juli 2011                     |

## Staffel 1
| Nr. (ges.) | Nr. (St.) | Deutscher Titel              | Originaltitel                  | Erstausstrahlung USA | Deutschsprachige Erstausstrahlung (D) | Regie                 | Drehbuch                                                                     |
| ---------- | --------- | ---------------------------- | ------------------------------ | -------------------- | ------------------------------------- | --------------------- | ---------------------------------------------------------------------------- |
| 1          | 1         | Der Fahrradunfall            | Pilot                          | 22. Sep. 1999        | 19. Mai 2008                          | Thomas Schlamme       | Aaron Sorkin                                                                 |
| 2          | 2         | Post Hoc, Ergo Propter Hoc   | Post Hoc, Ergo Propter Hoc     | 29. Sep. 1999        | 26. Mai 2008                          | Thomas Schlamme       | Aaron Sorkin                                                                 |
| 3          | 3         | Eine angemessene Antwort     | A Proportional Response        | 6. Okt. 1999         | 2. Juni 2008                          | Marc Buckland         | Aaron Sorkin                                                                 |
| 4          | 4         | Fünf Stimmen zur Mehrheit    | Five Votes Down                | 13. Okt. 1999        | 9. Juni 2008                          | Michael Lehmann       | Aaron Sorkin Handlung: Lawrence O’Donnell, Patrick Caddell                   |
| 5          | 5         | Verrückte und Frauen         | The Crackpots and These Women  | 20. Okt. 1999        | 16. Juni 2008                         | Anthony Drazan        | Aaron Sorkin                                                                 |
| 6          | 6         | Mr. Willis aus Ohio          | Mr. Willis of Ohio             | 3. Nov. 1999         | 23. Juni 2008                         | Christopher Misiano   | Aaron Sorkin                                                                 |
| 7          | 7         | Das Staatsbankett            | The State Dinner               | 10. Nov. 1999        | 30. Juni 2008                         | Thomas Schlamme       | Aaron Sorkin, Paul Redford                                                   |
| 8          | 8         | Gegner                       | Enemies                        | 17. Nov. 1999        | 7. Juli 2008                          | Alan Taylor           | Ron Osborn, Jeff Reno H: Rick Cleveland, Lawrence O’Donnell, Patrick Caddell |
| 9          | 9         | Die engere Wahl              | The Short List                 | 24. Nov. 1999        | 14. Juli 2008                         | Bill D’Elia           | Aaron Sorkin, Patrick Caddell H: Aaron Sorkin, Dee Dee Myers                 |
| 10         | 10        | In Excelsis Deo              | In Excelsis Deo                | 15. Dez. 1999        | 21. Juli 2008                         | Alex Graves           | Aaron Sorkin, Rick Cleveland                                                 |
| 11         | 11        | Lord John Marbury            | Lord John Marbury              | 5. Jan. 2000         | 28. Juli 2008                         | Kevin Rodney Sullivan | Aaron Sorkin, Patrick Caddell H: Patrick Caddell, Lawrence O’Donnell         |
| 12         | 12        | Der Präsident in Bedrängnis  | He Shall, from Time to Time... | 12. Jan. 2000        | 4. Aug. 2008                          | Arlene Sanford        | Aaron Sorkin                                                                 |
| 13         | 13        | Die große Entrümpelung       | Take Out the Trash Day         | 26. Jan. 2000        | 11. Aug. 2008                         | Ken Olin              | Aaron Sorkin                                                                 |
| 14         | 14        | Das heiße Eisen              | Take This Sabbath Day          | 9. Feb. 2000         | 18. Aug. 2008                         | Thomas Schlamme       | Aaron Sorkin H: Lawrence O’Donnell, Paul Redford, Aaron Sorkin               |
| 15         | 15        | Der Geheimplan               | Celestial Navigation           | 16. Feb. 2000        | 25. Aug. 2008                         | Christopher Misiano   | Aaron Sorkin H: Dee Dee Myers, Lawrence O’Donnell                            |
| 16         | 16        | Schlaflos in L.A.            | 20 Hours in L.A.               | 23. Feb. 2000        | 1. Sep. 2008                          | Alan Taylor           | Aaron Sorkin                                                                 |
| 17         | 17        | Von Frau zu Frau             | The White House Pro-Am         | 22. März 2000        | 8. Sep. 2008                          | Ken Olin              | Lawrence O’Donnell, Paul Redford, Aaron Sorkin                               |
| 18         | 18        | Viel Arbeit bis zur Pause    | Six Meetings Before Lunch      | 5. Apr. 2000         | 15. Sep. 2008                         | Clark Johnson         | Aaron Sorkin                                                                 |
| 19         | 19        | Lass Bartlet Bartlet sein    | Let Bartlet Be Bartlet         | 26. Apr. 2000        | 22. Sep. 2008                         | Laura Innes           | Aaron Sorkin H: Peter Parnell, Patrick Caddell                               |
| 20         | 20        | Obligatorische Mindeststrafe | Mandatory Minimums             | 3. Mai 2000          | 29. Sep. 2008                         | Robert Berlinger      | Aaron Sorkin                                                                 |
| 21         | 21        | Parteispenden                | Lies, Damn Lies and Statistics | 10. Mai 2000         | 6. Okt. 2008                          | Don Scardino          | Aaron Sorkin                                                                 |
| 22         | 22        | Was für ein Tag              | What Kind of Day Has It Been?  | 17. Mai 2000         | 13. Okt. 2008                         | Thomas Schlamme       | Aaron Sorkin                                                                 |

## Staffel 2
| Nr. (ges.) | Nr. (St.) | Deutscher Titel                          | Originaltitel                                           | Erstausstrahlung USA | Deutschsprachige Erstausstrahlung (D) | Regie               | Drehbuch                                            |
| ---------- | --------- | ---------------------------------------- | ------------------------------------------------------- | -------------------- | ------------------------------------- | ------------------- | --------------------------------------------------- |
| 23         | 1         | Das Attentat – Teil 1                    | In the Shadow of Two Gunmen (Part I)                    | 4. Okt. 2000         | 20. Okt. 2008                         | Thomas Schlamme     | Aaron Sorkin                                        |
| 24         | 2         | Das Attentat – Teil 2                    | In the Shadow of Two Gunmen (Part II)                   | 4. Okt. 2000         | 27. Okt. 2008                         | Thomas Schlamme     | Aaron Sorkin                                        |
| 25         | 3         | Alte Feindschaft rostet nicht            | The Midterms                                            | 18. Okt. 2000        | 3. Nov. 2008                          | Alex Graves         | Aaron Sorkin                                        |
| 26         | 4         | In diesem Weißen Haus                    | In This White House                                     | 25. Okt. 2000        | 10. Nov. 2008                         | Ken Olin            | Aaron Sorkin Handlung: Peter Parnell, Allison Abner |
| 27         | 5         | Der erste Auftrag                        | And It’s Surely to Their Credit                         | 1. Nov. 2000         | 17. Nov. 2008                         | Christopher Misiano | Aaron Sorkin H: Kevin Falls, Laura Glasser          |
| 28         | 6         | Der Kongress der lahmen Enten            | The Lame Duck Congress                                  | 8. Nov. 2000         | 24. Nov. 2008                         | Jeremy Kagan        | Aaron Sorkin H: Lawrence O’Donnell                  |
| 29         | 7         | Der lange Flug nach Portland             | The Portland Trip                                       | 15. Nov. 2000        | 1. Dez. 2008                          | Paris Barclay       | Aaron Sorkin H: Paul Redford                        |
| 30         | 8         | Shibboleth                               | Shibboleth                                              | 22. Nov. 2000        | 8. Dez. 2008                          | Laura Innes         | Aaron Sorkin H: Patrick Caddell                     |
| 31         | 9         | Galileo 5                                | Galileo                                                 | 29. Nov. 2000        | 15. Dez. 2008                         | Alex Graves         | Aaron Sorkin, Kevin Falls                           |
| 32         | 10        | Weihnachten                              | Noël                                                    | 20. Dez. 2000        | 22. Dez. 2008                         | Thomas Schlamme     | Aaron Sorkin H: Peter Parnell                       |
| 33         | 11        | Das Neujahrsfrühstück                    | The Leadership Breakfast                                | 10. Jan. 2001        | 29. Dez. 2008                         | Scott Winant        | Aaron Sorkin H: Paul Redford                        |
| 34         | 12        | Die Zwischenbemerkung                    | The Drop In                                             | 24. Jan. 2001        | 5. Jan. 2009                          | Lou Antonio         | Aaron Sorkin H: Lawrence O’Donnell                  |
| 35         | 13        | Bartlets dritte Rede zur Lage der Nation | Bartlet’s Third State of the Union                      | 7. Feb. 2001         | 12. Jan. 2009                         | Christopher Misiano | Aaron Sorkin H: Allison Abner, Dee Dee Myers        |
| 36         | 14        | Eine verlorene Schlacht                  | The War at Home                                         | 14. Feb. 2001        | 19. Jan. 2009                         | Christopher Misiano | Aaron Sorkin                                        |
| 37         | 15        | Ellie                                    | Ellie                                                   | 21. Feb. 2001        | 26. Jan. 2009                         | Michael Engler      | Aaron Sorkin H: Kevin Falls, Laura Glasser          |
| 38         | 16        | Moderne Geographie                       | Somebody’s Going to Emergency, Somebody’s Going to Jail | 28. Feb. 2001        | 2. Feb. 2009                          | Jessica Yu          | Paul Redford, Aaron Sorkin                          |
| 39         | 17        | Das Stackhouse Filibuster                | The Stackhouse Filibuster                               | 14. März 2001        | 9. Feb. 2009                          | Bryan Gordon        | Aaron Sorkin H: Pete McCabe                         |
| 40         | 18        | 17 Mitwisser                             | 17 People                                               | 4. Apr. 2001         | 16. Feb. 2009                         | Alex Graves         | Aaron Sorkin                                        |
| 41         | 19        | Bad Moon Rising                          | Bad Moon Rising                                         | 25. Apr. 2001        | 23. Feb. 2009                         | Bill Johnson        | Aaron Sorkin H: Felicia Wilson                      |
| 42         | 20        | Sturzgefahr                              | The Fall’s Gonna Kill You                               | 2. Mai 2001          | 2. März 2009                          | Christopher Misiano | Aaron Sorkin H: Patrick Caddell                     |
| 43         | 21        | Ein Unglück kommt selten allein          | 18th and Potomac                                        | 9. Mai 2001          | 9. März 2009                          | Robert Berlinger    | Aaron Sorkin H: Lawrence O’Donnell                  |
| 44         | 22        | Zwei Kathedralen                         | Two Cathedrals                                          | 15. Mai 2001         | 16. März 2009                         | Thomas Schlamme     | Aaron Sorkin                                        |

## Staffel 3
| Nr. (ges.) | Nr. (St.) | Deutscher Titel                   | Originaltitel                | Erstausstrahlung USA | Deutschsprachige Erstausstrahlung (D) | Regie               | Drehbuch                                                  |
| ---------- | --------- | --------------------------------- | ---------------------------- | -------------------- | ------------------------------------- | ------------------- | --------------------------------------------------------- |
| 0          | 0         | Isaak und Ismael                  | Isaac and Ishmael            | 3. Okt. 2001         | Christopher Misiano                   | Aaron Sorkin        |                                                           |
| 45         | 1         | Manchester (1)                    | Manchester (1)               | 10. Okt. 2001        | 23. März 2009                         | Thomas Schlamme     | Aaron Sorkin                                              |
| 46         | 2         | Manchester (2)                    | Manchester (2)               | 17. Okt. 2001        | 30. März 2009                         | Thomas Schlamme     | Aaron Sorkin                                              |
| 47         | 3         | Wie löscht man einen Brand        | Ways and Means               | 24. Okt. 2001        | 6. Apr. 2009                          | Alex Graves         | Aaron Sorkin Handlung: Eli Attie, Gene Sperling           |
| 48         | 4         | Stimmenfang                       | On the Day Before            | 31. Okt. 2001        | 13. Apr. 2009                         | Christopher Misiano | Aaron Sorkin H: Paul Redford, Nanda Chitre                |
| 49         | 5         | Kriegsverbrechen                  | War Crimes                   | 7. Nov. 2001         | 20. Apr. 2009                         | Alex Graves         | Aaron Sorkin H: Allison Abner                             |
| 50         | 6         | Abgetaucht                        | Gone Quiet                   | 14. Nov. 2001        | 27. Apr. 2009                         | Jon Hutman          | Aaron Sorkin H: Julia Dahl, Laura Glasser                 |
| 51         | 7         | Indianer in der Lobby             | The Indians in the Lobby     | 21. Nov. 2001        | 4. Mai 2009                           | Paris Barclay       | Allison Abner, Kevin Falls, Aaron Sorkin H: Allison Abner |
| 52         | 8         | Die Frauen von Qumar              | The Women of Qumar           | 28. Nov. 2001        | 11. Mai 2009                          | Alex Graves         | Aaron Sorkin H: Felicia Wilson, Laura Glasser, Julia Dahl |
| 53         | 9         | Bartlet für Amerika               | Bartlet for America          | 12. Dez. 2001        | 18. Mai 2009                          | Thomas Schlamme     | Aaron Sorkin                                              |
| 54         | 10        | Lass die Leute reden              | H. Con-172                   | 9. Jan. 2002         | 25. Mai 2009                          | Vincent Misiano     | Aaron Sorkin H: Eli Attie                                 |
| 55         | 11        | Ohne Seil und doppelten Boden     | 100,000 Airplanes            | 16. Jan. 2002        | 1. Juni 2009                          | David Nutter        | Aaron Sorkin                                              |
| 56         | 12        | Der Harte und der Zarte           | The Two Bartlets             | 30. Jan. 2002        | 8. Juni 2009                          | Alex Graves         | Kevin Falls, Aaron Sorkin H: Gene Sperling                |
| 57         | 13        | Zu viele Köche verderben den Brei | Night Five                   | 6. Feb. 2002         | 15. Juni 2009                         | Christopher Misiano | Aaron Sorkin                                              |
| 58         | 14        | Schachzüge                        | Hartsfield’s Landing         | 27. Feb. 2002        | 22. Juni 2009                         | Vincent Misiano     | Aaron Sorkin                                              |
| 59         | 15        | Tote irische Dichter              | Dead Irish Writers           | 6. März 2002         | 29. Juni 2009                         | Alex Graves         | Aaron Sorkin H: Paul Redford                              |
| 60         | 16        | Poet Laureate                     | The U.S. Poet Laureate       | 27. März 2002        | 6. Juli 2009                          | Christopher Misiano | Aaron Sorkin H: Laura Glasser                             |
| 61         | 17        | Politik und Alkohol               | Stirred                      | 3. Apr. 2002         | 13. Juli 2009                         | Jeremy Kagan        | Aaron Sorkin, Eli Attie H: Dee Dee Myers                  |
| 62         | 18        | Innere und äußere Feinde          | Enemies Foreign and Domestic | 1. Mai 2002          | 20. Juli 2009                         | Alex Graves         | Paul Redford, Aaron Sorkin                                |
| 63         | 19        | Das kleine Schwarze von Vera Wang | The Black Vera Wang          | 8. Mai 2002          | 27. Juli 2009                         | Christopher Misiano | Aaron Sorkin                                              |
| 64         | 20        | Wir haben Yamamoto getötet        | We Killed Yamamoto           | 15. Mai 2002         | 3. Aug. 2009                          | Thomas Schlamme     | Aaron Sorkin                                              |
| 65         | 21        | Posse Comitatus                   | Posse Comitatus              | 22. Mai 2002         | 10. Aug. 2009                         | Alex Graves         | Aaron Sorkin                                              |

## Staffel 4
| Nr. (ges.) | Nr. (St.) | Deutscher Titel              | Originaltitel                  | Erstausstrahlung USA | Deutschsprachige Erstausstrahlung (D) | Regie               | Drehbuch                                                             |
| ---------- | --------- | ---------------------------- | ------------------------------ | -------------------- | ------------------------------------- | ------------------- | -------------------------------------------------------------------- |
| 66         | 1         | 20 Hours in America (1)      | 20 Hours in America (Part One) | 25. Sep. 2002        | 14. Dez. 2009                         | Christopher Misiano | Aaron Sorkin                                                         |
| 67         | 2         | 20 Hours in America (2)      | 20 Hours in America (Part Two) | 25. Sep. 2002        | 21. Dez. 2009                         | Christopher Misiano | Aaron Sorkin                                                         |
| 68         | 3         | Gewissensfragen              | College Kids                   | 2. Okt. 2002         | 28. Dez. 2009                         | Alex Graves         | Aaron Sorkin Handlung: Debora Cahn, Mark Goffman                     |
| 69         | 4         | Analysen                     | The Red Mass                   | 9. Okt. 2002         | 4. Jan. 2010                          | Vincent Misiano     | Aaron Sorkin H: Eli Attie                                            |
| 70         | 5         | Training für den Präsidenten | Debate Camp                    | 16. Okt. 2002        | 4. Jan. 2010                          | Paris Barclay       | Aaron Sorkin H: William Sind, Michael Oates Palmer                   |
| 71         | 6         | Das Duell                    | Game On                        | 30. Okt. 2002        | 11. Jan. 2010                         | Alex Graves         | Aaron Sorkin, Paul Redford                                           |
| 72         | 7         | Wahltag                      | Election Night                 | 6. Nov. 2002         | 11. Jan. 2010                         | Lesli Linka Glatter | Aaron Sorkin H: David Gerken, David Handelman                        |
| 73         | 8         | Siegesfeiern                 | Process Stories                | 13. Nov. 2002        | 18. Jan. 2010                         | Christopher Misiano | Aaron Sorkin H: Paula Yoo, Lauren Schmidt                            |
| 74         | 9         | Schweizer Diplomatie         | Swiss Diplomacy                | 20. Nov. 2002        | 18. Jan. 2010                         | Christopher Misiano | Kevin Falls, Eli Attie                                               |
| 75         | 10        | Befehlsverweigerung          | Arctic Radar                   | 27. Nov. 2002        | 25. Jan. 2010                         | John David Coles    | Aaron Sorkin H: Gene Sperling                                        |
| 76         | 11        | Weihnachtsstimmung           | Holy Night                     | 11. Dez. 2002        | 25. Jan. 2010                         | Thomas Schlamme     | Aaron Sorkin                                                         |
| 77         | 12        | Die Ziege                    | Guns Not Butter                | 8. Jan. 2003         | 1. Feb. 2010                          | Bill D’Elia         | Eli Attie, Kevin Falls, Aaron Sorkin                                 |
| 78         | 13        | Der lange Abschied           | The Long Goodbye               | 15. Jan. 2003        | 1. Feb. 2010                          | Alex Graves         | Jon Robin Baitz                                                      |
| 79         | 14        | Die Amtseinführung – Teil 1  | Inauguration: (Part 1)         | 5. Feb. 2003         | 8. Feb. 2010                          | Christopher Misiano | Aaron Sorkin H: Michael Oates Palmer, William Sind                   |
| 80         | 15        | Die Amtseinführung – Teil 2  | Inauguration: Over There       | 12. Feb. 2003        | 8. Feb. 2010                          | Lesli Linka Glatter | Aaron Sorkin H: David Gerken, Gene Sperling                          |
| 81         | 16        | Die Reise nach Kalifornien   | The California 47th            | 19. Feb. 2003        | 15. Feb. 2010                         | Vincent Misiano     | Aaron Sorkin H: Lauren Schmidt, Paula Yoo                            |
| 82         | 17        | Die Afrika-Krise             | Red Haven’s on Fire            | 16. Feb. 2003        | 15. Feb. 2010                         | Alex Graves         | Aaron Sorkin H: Mark Goffman, Debora Cahn                            |
| 83         | 18        | Freibeuter                   | Privateers                     | 26. März 2003        | 22. Feb. 2010                         | Alex Graves         | Paul Redford, Debora Cahn, Aaron Sorkin H: Paul Redford, Debora Cahn |
| 84         | 19        | Über den Wolken              | Angel Maintenance              | 2. Apr. 2003         | 22. Feb. 2010                         | Jessica Yu          | Eli Attie, Aaron Sorkin H: Eli Attie, Kevin Falls                    |
| 85         | 20        | Schüsse im Weißen Haus       | Evidence of Things Not Seen    | 23. Apr. 2003        | 1. März 2010                          | Christopher Misiano | Aaron Sorkin H: Eli Attie, David Handelman                           |
| 86         | 21        | Leben auf dem Mars           | Life On Mars                   | 30. Apr. 2003        | 1. März 2010                          | John David Coles    | Aaron Sorkin H: Paul Redford, Dee Dee Myers                          |
| 87         | 22        | Die Abschlussfeier           | Commencement                   | 7. Mai 2003          | 8. März 2010                          | Alex Graves         | Aaron Sorkin                                                         |
| 88         | 23        | Entführt                     | Twenty Five                    | 14. Mai 2003         | 8. März 2010                          | Christopher Misiano | Aaron Sorkin                                                         |

## Staffel 5
| Nr. (ges.) | Nr. (St.) | Deutscher Titel                 | Originaltitel               | Erstausstrahlung USA | Deutschsprachige Erstausstrahlung (D) | Regie               | Drehbuch                                              |
| ---------- | --------- | ------------------------------- | --------------------------- | -------------------- | ------------------------------------- | ------------------- | ----------------------------------------------------- |
| 89         | 1         | Akte 7A                         | 7A WF 83429                 | 24. Sep. 2003        | 15. März 2010                         | Alex Graves         | John Wells                                            |
| 90         | 2         | Hunde des Krieges               | The Dogs of War             | 1. Okt. 2003         | 15. März 2010                         | Christopher Misiano | John Wells                                            |
| 91         | 3         | Grabenkämpfe                    | Jefferson Lives             | 8. Okt. 2003         | 22. März 2010                         | Alex Graves         | Carol Flint Handlung: Carol Flint, Debora Cahn        |
| 92         | 4         | Der Pianist                     | Han                         | 22. Okt. 2003        | 22. März 2010                         | Christopher Misiano | Peter Noah H: Peter Noah, Mark Goffman, Paula Yoo     |
| 93         | 5         | Loyalität                       | Constituency of One         | 29. Okt. 2003        | 29. März 2010                         | Laura Innes         | Eli Attie H: Eli Attie, Michael Oates Palmer          |
| 94         | 6         | Katastrophenhilfe               | Disaster Relief             | 5. Nov. 2003         | 29. März 2010                         | Lesli Linka Glatter | Alexa Junge H: Alexa Junge, Lauren Schmidt            |
| 95         | 7         | Gewaltenteilung                 | Separation of Powers        | 12. Nov. 2003        | 5. Apr. 2010                          | Alex Graves         | Paul Redford                                          |
| 96         | 8         | Die Finanzkrise                 | Shutdown                    | 19. Nov. 2003        | 5. Apr. 2010                          | Christopher Misiano | Mark Goffman                                          |
| 97         | 9         | Abu El Banat                    | Abu El Banat                | 3. Dez. 2003         | 12. Apr. 2010                         | Lesli Linka Glatter | Debora Cahn                                           |
| 98         | 10        | Lincolns Erben                  | The Stormy Present          | 7. Jan. 2004         | 12. Apr. 2010                         | Alex Graves         | John Sacret Young H: John Sacret Young, Josh Singer   |
| 99         | 11        | Zur Lage der Nation             | The Benign Prerogative      | 14. Jan. 2004        | 19. Apr. 2010                         | Christopher Misiano | Carol Flint                                           |
| 100        | 12        | Tobys Plan                      | Slow News Day               | 4. Feb. 2004         | 19. Apr. 2010                         | Julie Hébert        | Eli Attie                                             |
| 101        | 13        | Atmosphärische Störungen        | The Warfare of Genghis Khan | 11. Feb. 2004        | 26. Apr. 2010                         | Bill D’Elia         | Peter Noah                                            |
| 102        | 14        | Alte Kameraden                  | An Khe                      | 18. Feb. 2004        | 26. Apr. 2010                         | Alex Graves         | John Wells                                            |
| 103        | 15        | Mit offenen Karten              | Full Disclosure             | 25. Feb. 2004        | 3. Mai 2010                           | Lesli Linka Glatter | Lawrence O’Donnell                                    |
| 104        | 16        | Die Frauen des Präsidenten      | Eppur Si Muove              | 3. März 2004         | 3. Mai 2010                           | Llewellyn Wells     | Alexa Junge                                           |
| 105        | 17        | Die Hüter des Rechts            | The Supremes                | 24. März 2004        | 10. Mai 2010                          | Jessica Yu          | Debora Cahn                                           |
| 106        | 18        | Ein Tag im Leben der C.J. Cregg | Access                      | 31. März 2004        | 10. Mai 2010                          | Alex Graves         | Lauren Schmidt                                        |
| 107        | 19        | Schöpferische Zerstörung        | Talking Points              | 21. Apr. 2004        | 17. Mai 2010                          | Richard Schiff      | Eli Attie                                             |
| 108        | 20        | Isolation                       | No Exit                     | 28. Apr. 2004        | 17. Mai 2010                          | Julie Hébert        | Carol Flint, Debora Cahn H: Carol Flint, Mark Goffman |
| 109        | 21        | Gaza                            | Gaza                        | 12. Mai 2004         | 24. Mai 2010                          | Christopher Misiano | Peter Noah                                            |
| 110        | 22        | Helden                          | Memorial Day                | 19. Mai 2004         | 24. Mai 2010                          | Christopher Misiano | John Sacret Young, Josh Singer                        |

## Staffel 6
| Nr. (ges.) | Nr. (St.) | Deutscher Titel           | Originaltitel          | Erstausstrahlung USA | Deutschsprachige Erstausstrahlung (D) | Regie               | Drehbuch                                                   |
| ---------- | --------- | ------------------------- | ---------------------- | -------------------- | ------------------------------------- | ------------------- | ---------------------------------------------------------- |
| 111        | 1         | Camp David                | NSF Thurmont           | 20. Okt. 2004        | 13. Dez. 2010                         | Alex Graves         | John Wells                                                 |
| 112        | 2         | Geteilter Frieden         | The Birnam Wood        | 27. Okt. 2004        | 13. Dez. 2010                         | Alex Graves         | John Wells                                                 |
| 113        | 3         | Wachablösung              | Third-Day Story        | 21. Dez. 2004        | 20. Dez. 2010                         | Christopher Misiano | Eli Attie                                                  |
| 114        | 4         | Die Neue                  | Liftoff                | 20. Dez. 2004        | 20. Dez. 2010                         | Alex Graves         | Debora Cahn                                                |
| 115        | 5         | Der Energiegipfel         | The Hubbert Peak       | 28. Dez. 2004        | 27. Dez. 2010                         | Julie Hébert        | Peter Noah                                                 |
| 116        | 6         | Die Heimkehr des Soldaten | The Dover Test         | 24. Nov. 2004        | 27. Dez. 2010                         | Laura Innes         | Carol Flint                                                |
| 117        | 7         | Mit fliegenden Fahnen     | A Change Is Gonna Come | 3. Jan. 2004         | 3. Jan. 2011                          | Vincent Misiano     | John Sacret Young, Josh Singer Handlung: John Sacret Young |
| 118        | 8         | Zaubertricks              | In the Room            | 8. Dez. 2004         | 3. Jan. 2011                          | Alex Graves         | Lawrence O’Donnell                                         |
| 119        | 9         | Im Reich der Mitte        | Impact Winter          | 10. Jan. 2004        | 10. Jan. 2011                         | Lesli Linka Glatter | Debora Cahn                                                |
| 120        | 10        | Gleichgewichtsstörungen   | Faith Based Initiative | 10. Jan. 2005        | 10. Jan. 2011                         | Christopher Misiano | Bradley Whitford                                           |
| 121        | 11        | Der Kampf beginnt         | Opposition Research    | 12. Jan. 2005        | 17. Jan. 2011                         | Christopher Misiano | Eli Attie                                                  |
| 122        | 12        | 365 Tage                  | 365 Days               | 19. Jan. 2005        | 17. Jan. 2011                         | Andrew Bernstein    | Mark Goffman                                               |
| 123        | 13        | Wahlkampfstrategien       | King Corn              | 26. Jan. 2005        | 24. Jan. 2011                         | Alex Graves         | John Wells                                                 |
| 124        | 14        | Der Weckruf               | The Wake Up Call       | 14. Feb. 2005        | 24. Jan. 2011                         | Laura Innes         | Josh Singer                                                |
| 125        | 15        | PR-Krieg                  | Freedonia              | 16. Feb. 2005        | 31. Jan. 2011                         | Christopher Misiano | Eli Attie                                                  |
| 126        | 16        | Störfaktoren              | Drought Conditions     | 23. Feb. 2005        | 31. Jan. 2011                         | Alex Graves         | Debora Cahn                                                |
| 127        | 17        | Einer dieser Tage...      | A Good Day             | 7. Feb. 2005         | 7. Feb. 2011                          | Richard Schiff      | Carol Flint                                                |
| 128        | 18        | Brennpunkt Kalifornien    | La Palabra             | 9. März 2005         | 7. Feb. 2011                          | Jason Ensler        | Eli Attie                                                  |
| 129        | 19        | Die Kuba-Mission          | Ninety Miles Away      | 16. März 2005        | 14. Feb. 2011                         | Rod Holcomb         | John Sacret Young                                          |
| 130        | 20        | Die Moral des Reverends   | In God We Trust        | 23. März 2005        | 14. Feb. 2011                         | Christopher Misiano | Lawrence O’Donnell                                         |
| 131        | 21        | Das Leck                  | Things Fall Apart      | 30. März 2005        | 21. Feb. 2011                         | Nelson McCormick    | Peter Noah                                                 |
| 132        | 22        | Der Parteitag             | 2162 Votes             | 6. Apr. 2005         | 21. Feb. 2011                         | Alex Graves         | John Wells                                                 |

## Staffel 7
| Nr. (ges.) | Nr. (St.) | Deutscher Titel              | Originaltitel               | Erstausstrahlung USA | Deutschsprachige Erstausstrahlung (D) | Regie               | Drehbuch                                          |
| ---------- | --------- | ---------------------------- | --------------------------- | -------------------- | ------------------------------------- | ------------------- | ------------------------------------------------- |
| 133        | 1         | Das neue Team                | The Ticket                  | 25. Sep. 2005        | 28. Feb. 2011                         | Christopher Misiano | Debora Cahn                                       |
| 134        | 2         | Der Ödipus-Faktor            | The Mommy Problem           | 2. Okt. 2005         | 7. März 2011                          | Alex Graves         | Eli Attie                                         |
| 135        | 3         | Grenzgänger                  | Message of the Week         | 9. Okt. 2005         | 14. März 2011                         | Christopher Misiano | Lawrence O’Donnell                                |
| 136        | 4         | Glaubensfragen               | Mr. Frost                   | 16. Okt. 2005        | 21. März 2011                         | Andrew Bernstein    | Alex Graves                                       |
| 137        | 5         | Geständnisse                 | Here Today                  | 23. Okt. 2005        | 28. März 2011                         | Alex Graves         | Peter Noah                                        |
| 138        | 6         | Schmutziger Wahlkampf        | The Al Smith Dinner         | 30. Okt. 2005        | 4. Apr. 2011                          | Lesli Linka Glatter | Eli Attie                                         |
| 139        | 7         | Das Fernsehduell             | The Debate                  | 6. Nov. 2005         | 11. Apr. 2011                         | Alex Graves         | Lawrence O’Donnell                                |
| 140        | 8         | Die Unentschlossenen         | Undecideds                  | 4. Dez. 2005         | 18. Apr. 2011                         | Christopher Misiano | Debora Cahn                                       |
| 141        | 9         | Die Hochzeit                 | The Wedding                 | 11. Dez. 2005        | 25. Apr. 2011                         | Andrew Bernstein    | Josh Singer                                       |
| 142        | 10        | Der Vizekandidat             | Running Mates               | 8. Jan. 2006         | 2. Mai 2011                           | Paul McCrane        | Peter Noah                                        |
| 143        | 11        | Die Diplomatin               | Internal Displacement       | 15. Jan. 2006        | 9. Mai 2011                           | Andrew Bernstein    | Bradley Whitford                                  |
| 144        | 12        | Der Störfall                 | Duck and Cover              | 22. Jan. 2006        | 16. Mai 2011                          | Christopher Misiano | Eli Attie                                         |
| 145        | 13        | Interventionen               | The Cold                    | 12. März 2006        | 23. Mai 2011                          | Alex Graves         | Debora Cahn Handlung: Debora Cahn, Lauren Schmidt |
| 146        | 14        | Kopf an Kopf                 | Two Weeks Out               | 19. März 2006        | 30. Mai 2011                          | Laura Innes         | Lawrence O’Donnell                                |
| 147        | 15        | Endspurt                     | Welcome to Wherever You Are | 26. März 2006        | 6. Juni 2011                          | Matia Karrell       | Josh Singer                                       |
| 148        | 16        | Tag der Entscheidung, Teil 1 | Election Day (Part 1)       | 2. Apr. 2006         | 13. Juni 2011                         | Mimi Leder          | Lauren Schmidt                                    |
| 149        | 17        | Tag der Entscheidung, Teil 2 | Election Day (Part 2)       | 9. Apr. 2006         | 20. Juni 2011                         | Christopher Misiano | Eli Attie, John Wells                             |
| 150        | 18        | Requiem                      | Requiem                     | 16. Apr. 2006        | 27. Juni 2011                         | Steve Shill         | Eli Attie, Debora Cahn, John Wells                |
| 151        | 19        | Manöverspiele                | Transition                  | 23. Apr. 2006        | 4. Juli 2011                          | Nelson McCormick    | Peter Noah                                        |
| 152        | 20        | Gesucht: Vizepräsident       | The Last Hurrah             | 30. Apr. 2006        | 11. Juli 2011                         | Tim Matheson        | Lawrence O’Donnell                                |
| 153        | 21        | Verführerische Angebote      | Institutional Memory        | 7. Mai 2006          | 18. Juli 2011                         | Lesli Linka Glatter | Debora Cahn                                       |
| 154        | 22        | Abschied                     | Tomorrow                    | 14. Mai 2006         | 25. Juli 2011                         | Christopher Misiano | John Wells                                        |